# Château d'eau
Pour les articles homonymes, voir Château d'eau (homonymie).
Pour l’article ayant un titre homophone, voir château d'Ô.
Cet article possède un paronyme, voir Château d'Eu.

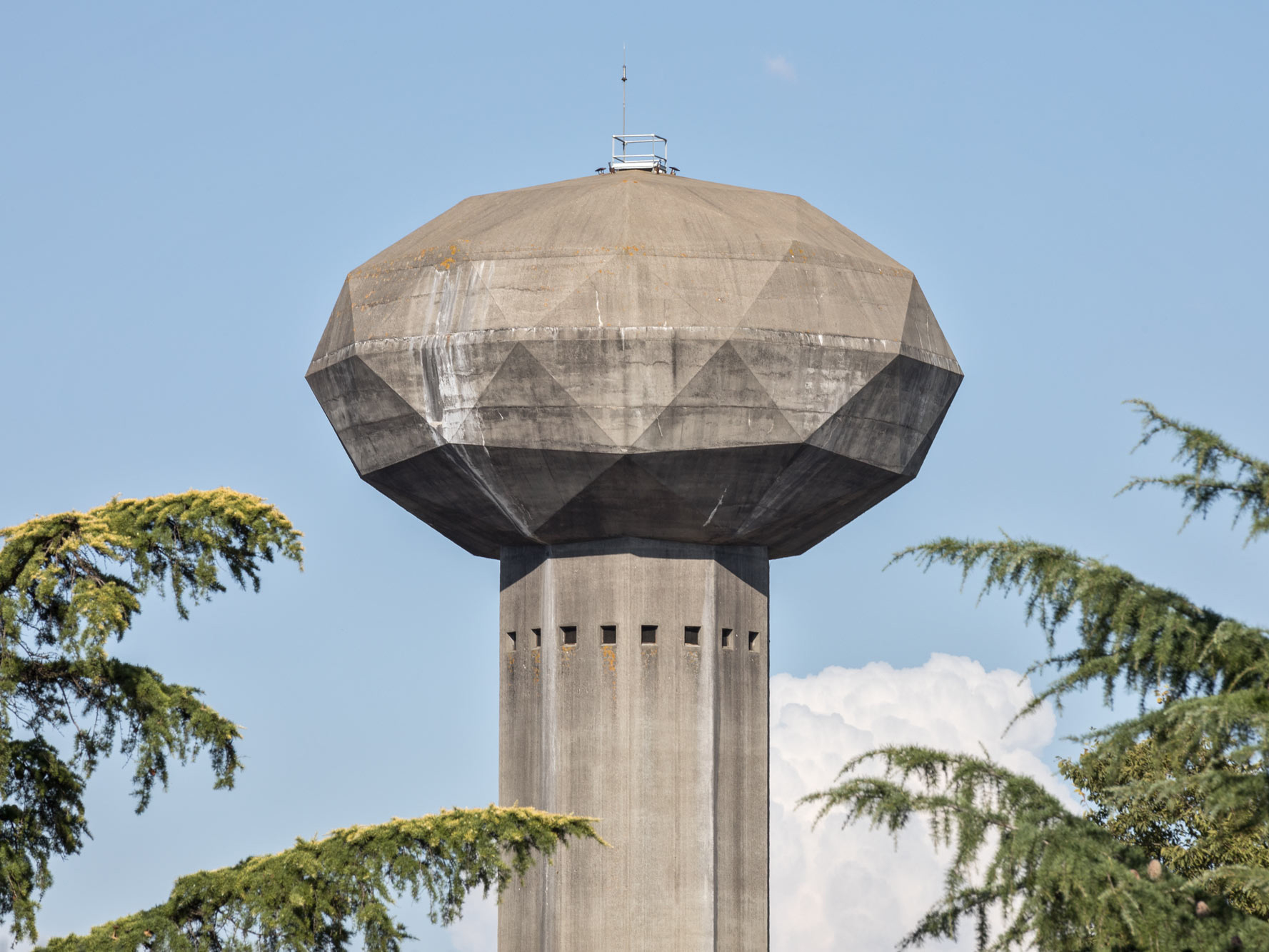
Château d'eau de l'hôpital Marchant, Pierre Debeaux architecte (1963).

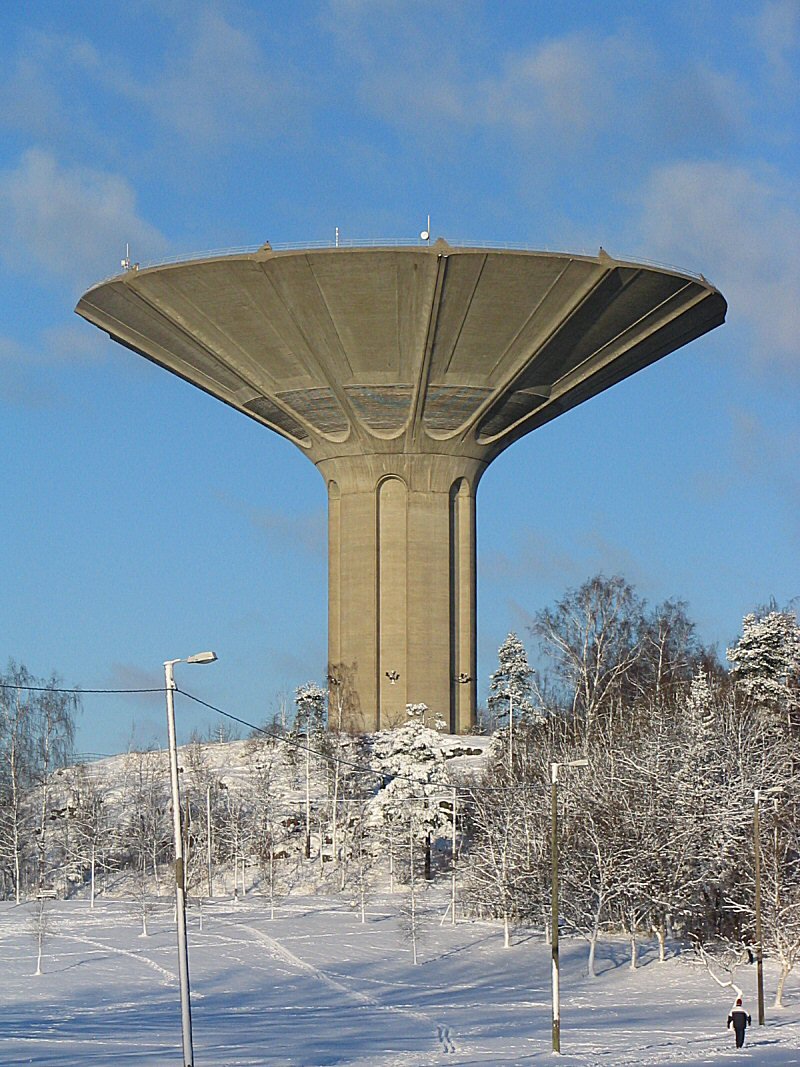
Château d'eau en Finlande.

Un château d'eau est une construction destinée à stocker l'eau potable. Elle est placée en général sur un sommet géographique pour permettre une distribution sous pression.
La réserve d'eau joue un rôle de tampon entre le débit demandé par les abonnés et le débit fourni par la station de pompage. Il permet ainsi d'éviter de démarrer trop souvent les pompes et de les protéger. Une telle réserve permet également de faire face aux demandes exceptionnelles en cas d'incendie et de manque d'eau.

## Aspects techniques

### Fonctionnement
L’eau est acheminée du point d'eau au réservoir. Si l'altitude du point d'eau est inférieure à l'altitude du réservoir, on utilise des pompes pour élever l'eau jusqu'à ce dernier. L’eau est ensuite envoyée dans un réseau gravitaire qui va assurer son acheminement vers l’ensemble des habitations.
La pression de l’eau qui est fournie au robinet des habitants est proportionnelle au dénivelé qui existe entre le niveau d’eau dans le château d’eau et l'habitation : 10 m de dénivelé équivalent à 1 bar de pression, 20 m à 2 bars de pression, etc.
Les plus grands châteaux d'eau peuvent contenir plusieurs dizaines de milliers de mètres cubes d’eau.

### Avantages et inconvénients
Plusieurs phénomènes principaux ont marqué une remise en cause des châteaux d'eau :
- sur le plan technique, l'amélioration des techniques de mise sous pression des réseaux de canalisation d'eau[1] ;
- sur le plan esthétique, le château d'eau a connu les attaques des défenseurs de l'environnement et des paysages ;
- sur le plan financier, leur coût est élevé, en termes de construction comme d'acheminement de l'eau qui doit bien y être placée[1].

À l'inverse, les défenseurs des châteaux d'eau expliquent que :
- ils forment un élément de sécurité d'approvisionnement : ils « peuvent assurer, en cas de problème à la station de production d'eau, la distribution d'eau pendant en général 12 à 24 heures[2] » ;
- ils assurent une pression constante sur le réseau[1] ;
- ils constituent un élément de sécurité de l'eau, un bassin de décantation supplémentaire ;
- ils servent de repères pour les promeneurs, les pilotes d'avions et les bateaux pour la navigation côtière ;
- ils ne sont chargés en eau que lorsque l'énergie est disponible : bon marché, produite et peu utilisée[3].

## Aspects historiques
(juillet 2017).

### Antiquité
Le château d'eau est le symbole de civilisations avancées sur le plan technique, mais aussi celui de l'organisation. Ainsi, « toutes les grandes civilisations s'y sont frottées. En 100 apr. J.-C., Rome compte 19 aqueducs, 250 châteaux d'eau et 1 352 fontaines » qui apportent l'eau courante à la ville.

### Apogée

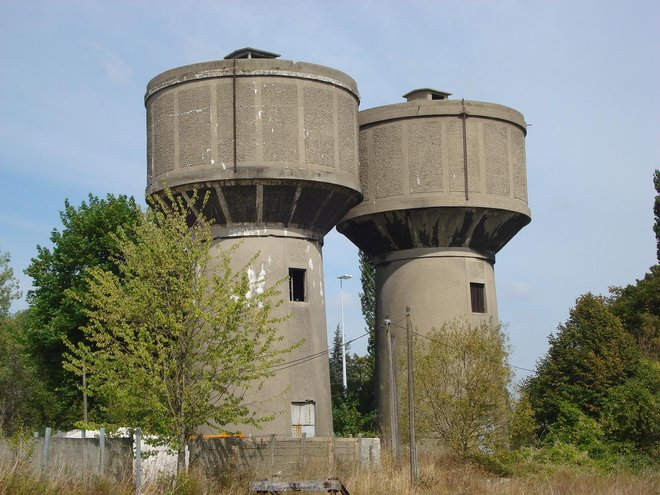
Les anciens châteaux d'eau du dépôt de locomotives de Trappes.

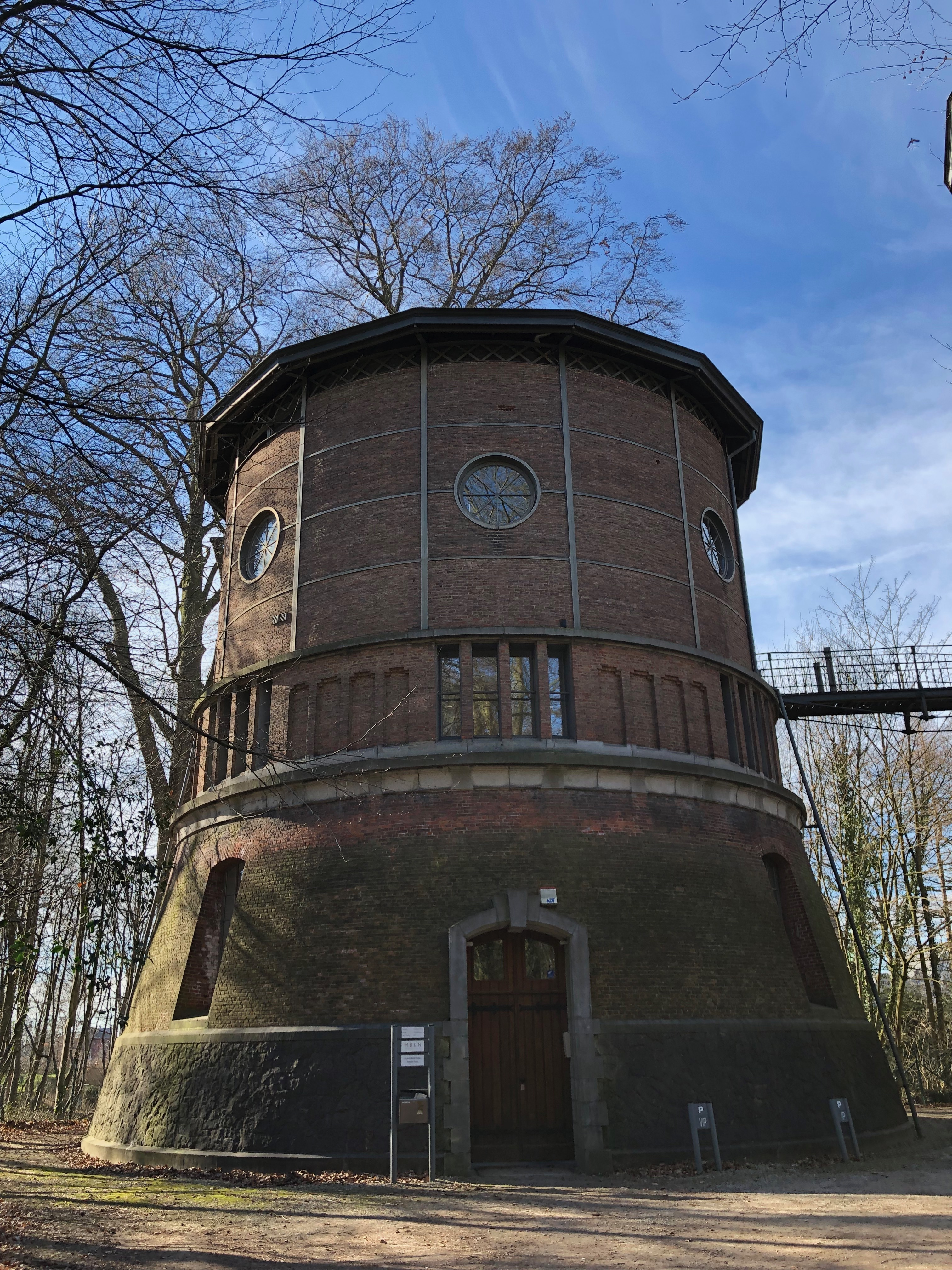
Châteaux d'eau du bois de la Cambre (1879-1880).

Après une longue éclipse dans la civilisation européenne, remplacé par le système plus rudimentaire du porteur d'eau, le château d'eau réapparaît au XIXe siècle. L'exode rural au XIXe siècle s'accompagne de la multiplication de ces équipements dans les villes aussi bien que dans les gares (château d'eau ferroviaire (it) pour l'approvisionnement des locomotives à vapeur) : « On ne sait pas assez que l'essor des châteaux d'eau est intimement lié au développement des chemins de fer ». L'un des premiers, l'ingénieur allemand Otto Intze, découvrit, vers 1860, les avantages de l'acier dans la construction des châteaux d'eau. Il édicta le principe de réservoirs tronconiques, construits au sommet d'une pile en maçonnerie : dispositions qui équilibrent les pressions de l'eau sur la structure et économisent le volume de maçonnerie, donc de travaux.
En France, en 1930, 23 % des communes sont équipées d'un réseau de distribution d'eau à domicile. En 1945, seulement 30 % des communes rurales sont équipées. Selon Le Figaro, « c'est à la fin des années 1980 que la quasi-totalité des Français bénéficie de l'eau courante à domicile. »
L'arrivée de l'eau courante dans la totalité des communes de France a été réalisée grâce à une intense activité de construction de châteaux d'eau durant les années 1950, 1960 et 1970 : une période correspondant à l'aménagement du territoire rural, symbolisant à l'époque l'accès ostensible au progrès.
Sur le plan technique, le château d'eau se justifiait par la faiblesse des techniques de mise sous pression. Dix mètres de hauteur donnaient ainsi une pression supplémentaire de 1 bar (un robinet correct a une sortie aux environs de 2 à 3 bars).

### Déclin
Dans les années 1980 se sont développées les implantations de réservoirs enterrés assortis de groupes de surpression.

#### Utilisation exceptionnelle
En France, à la fin de l'année 1999, les châteaux d'eau ont été remplis pour faire face à d'éventuelles conséquences de dysfonctionnements des systèmes informatiques dus au passage informatique à l'an 2000. Finalement, en raison des programmes de préparation, les quelques dysfonctionnements observés n'ont eu aucune conséquence notable sur le fonctionnement des systèmes de distribution d'eau potable.[réf. souhaitée]

## Aspects patrimoniaux

### Préservation et reconversion

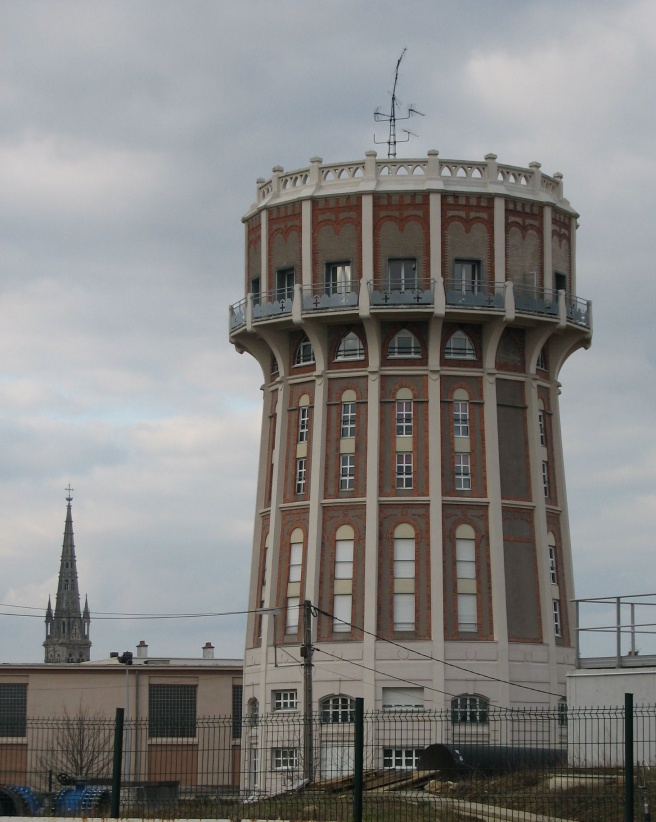
Château d'eau transformé en appartements à Vandœuvre-lès-Nancy.

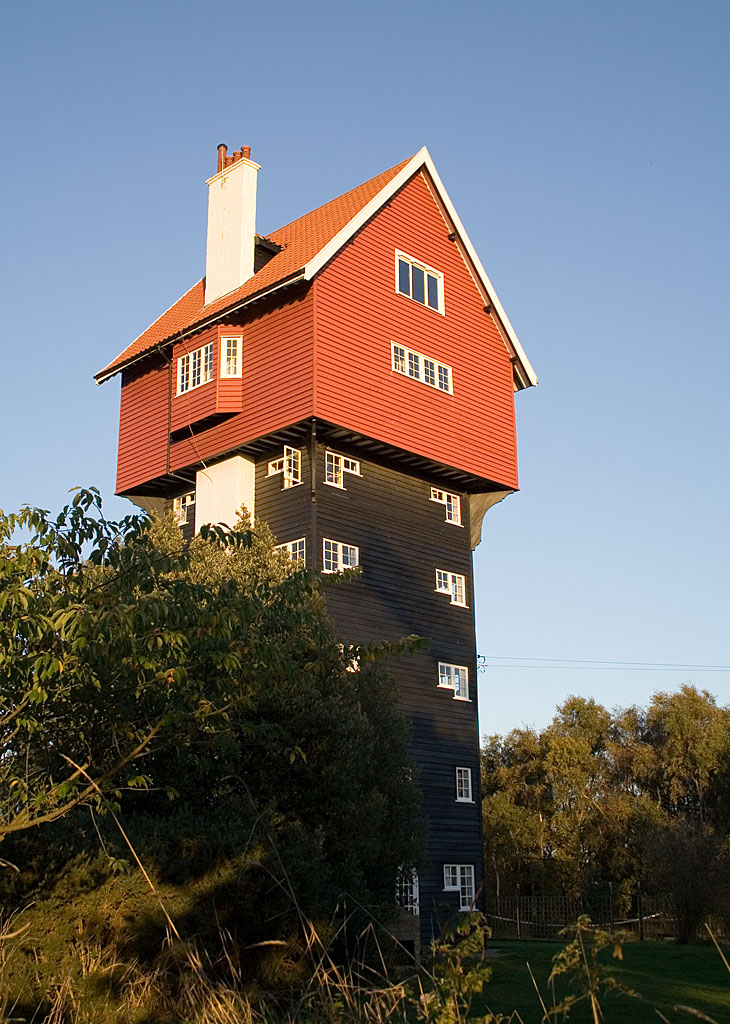
Un château d'eau transformé en maison à Thorpeness, dans le comté anglais du Suffolk.

Certains châteaux d'eau, spectaculaires ouvrages d'art, font aujourd'hui partie du patrimoine industriel. D'autres, désaffectés, ont été reconvertis :
- en logements, que ce soit de manière individuelle (à la manière d'un loft[5]) ou collective (par exemple pour des logements sociaux[6]) ;
- en tours d'observation et/ou restaurants panoramiques, comme la Goldbergturm à Sindelfingen en Allemagne et De Koperen Hoogte à Lichtmis aux Pays-Bas ;
- en relais de transmission sans fil (UHF ou téléphonie mobile). On notera que certains châteaux en service sont équipés d'antennes.

Les photographes allemands Bernd et Hilla Becher, qui ont créé leur œuvre en photographiant par séries des constructions industrielles, ont notamment travaillé sur les châteaux d'eau.

### Châteaux d'eau remarquables

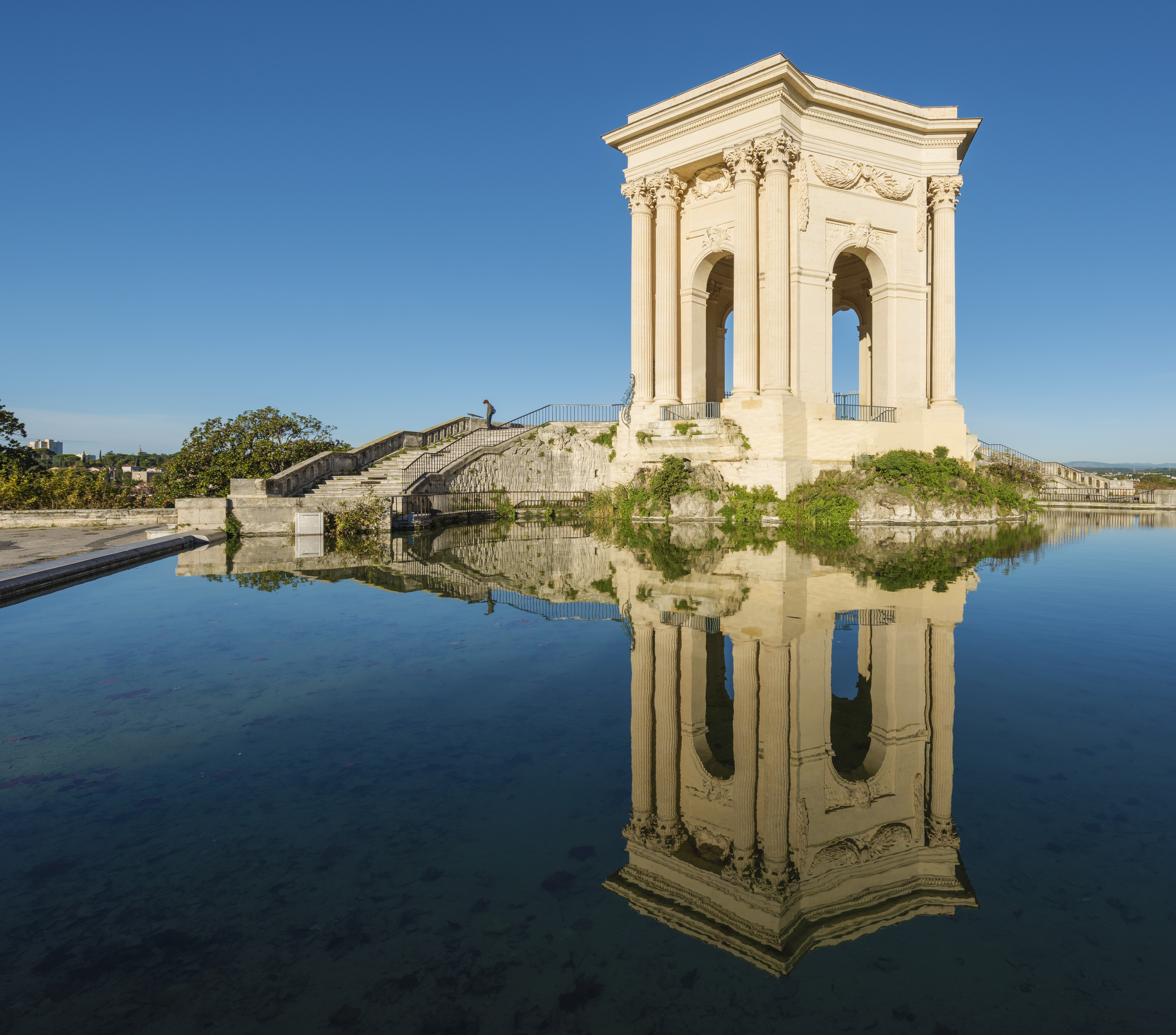
Château d'eau du jardin du Peyrou à Montpellier.

- Château d'eau du Peyrou sur la promenade de même nom à Montpellier (Hérault). C'est un château d'eau monumental (monument historique) construit en 1768, de forme hexagonale, orné de colonnes corinthiennes. Il est alimenté par un aqueduc de 14 km qui se termine par les « arceaux » de 21,5 m de haut, à double rangée d'arcades superposées.
- Le château d'eau de Philolaos à Valence (Drôme), dû à l’instigation de l'architecte Gomis, présente des formes hyperboloïdes vrillées, créées par le sculpteur Philolaos. Édifié de 1969 à 1971, ce monument aux tours jumelles mesure 57 m de haut. Situé au cœur du parc Perdrix, il est désigné meilleure œuvre d'art urbain des années 1970 et le label Patrimoine du XXe siècle lui est attribué. « L'art conjugue ici l'utile à l'agréable et plus encore ici, l'utile et le beau, l'utile et l'admirable » a écrit Jacques Lacarrière au sujet de cette authentique œuvre d'art géante, unique au monde.
- Le Château d'eau, nom du château d'eau de Toulouse, qui sert actuellement de musée.
- Donjon de Houdan, tour fortifiée médiévale classée monument historique en 1840 et transformée en château d'eau en 1880.
- Château d'eau de Sélestat, classé monument historique.
- Château d'eau de Luçon, dôme à pans décoré de céramiques et classé monument historique.
- House in the Clouds, dans un village anglais, dont la partie supérieure est en forme de maison.
- Château d'eau de Palavas-les-Flots, aujourd'hui transformé en un grand complexe comprenant un centre de congrès de 200 places, de nombreux appartements et bureaux, et un restaurant panoramique tournant à la place du réservoir.
- Château d'eau de l'Eixample, construit en 1870 à Barcelone, sur les plans de l'architecte Josep Oriol Mestres et de l'ingénieur Antoni Darder, pour fournir de l'eau potable aux premiers bâtiments du nouveau quartier de l'Eixample.
- Château d'eau pour la première usine de gaz de Barcelone, construit en 1906 sur les plans de l'architecte Josep Domènech i Estapà.
- Château d'eau de Petite-Synthe à Dunkerque, 1967-1968, conçu par Le Corbusier.
- Château d'eau de l'allée Wiśniowa de Wrocław, en Pologne, datant du début du XXe siècle.

## Sphères et sphéroïdes
L'Union Watersphere est une tour d'eau surmontée d'un réservoir d'eau en forme de sphère à Union, New Jersey, et est caractérisée comme la Sphère d'eau la plus haute du monde.
Un article du Star Ledger suggérait qu'une tour d'eau à Erwin, Caroline du Nord achevée début 2012, mesurant 219,75 ft (66,98 m) de haut et contenant 500 000 gal US (1 900 m3), était devenue la Sphère d'eau la plus haute du monde. Cependant, des photographies de la tour d'eau d'Erwin ont révélé que la nouvelle tour était un sphéroïde d'eau.
La tour d'eau à Braman, Oklahoma, construite par la Kaw Nation et achevée en 2010, mesure 220,6 pi (67,24 m) de haut et peut contenir 350 000 gal US (1 300 m3). Légèrement plus haute que la Union Watersphere, c'est aussi un sphéroïde.
Une autre tour en Oklahoma, construite en 1986 et présentée comme la « plus grande tour d'eau du pays », mesure 218 pi (66,45 m) de haut, peut contenir 500 000 gal US (1 900 m3), et est située à Edmond,.
L'Earthoid, un réservoir parfaitement sphérique situé à Germantown, Maryland, mesure 100 pi (30,48 m) de haut et contient 2 000 000 gal US (7 600 m3) d'eau. Le nom provient du fait qu'il est peint pour ressembler à un globe du monde,,,.
Le réservoir en forme de balle de golf de la tour d'eau à Gonzales, Californie est soutenu par trois jambes tubulaires et atteint environ 125 pi (38,1 m) de haut,,,.
Les Watertoren (ou Tours d'eau) à Eindhoven, Pays-Bas, contiennent trois réservoirs sphériques, chacun de 10 m (32,81 pi) de diamètre et capable de contenir 500 m3 (130 000 gal US) d'eau, sur trois flèches de 43,45 m (142,6 ft) ont été achevées en 1970,,,.

### Galerie

Dans le monde
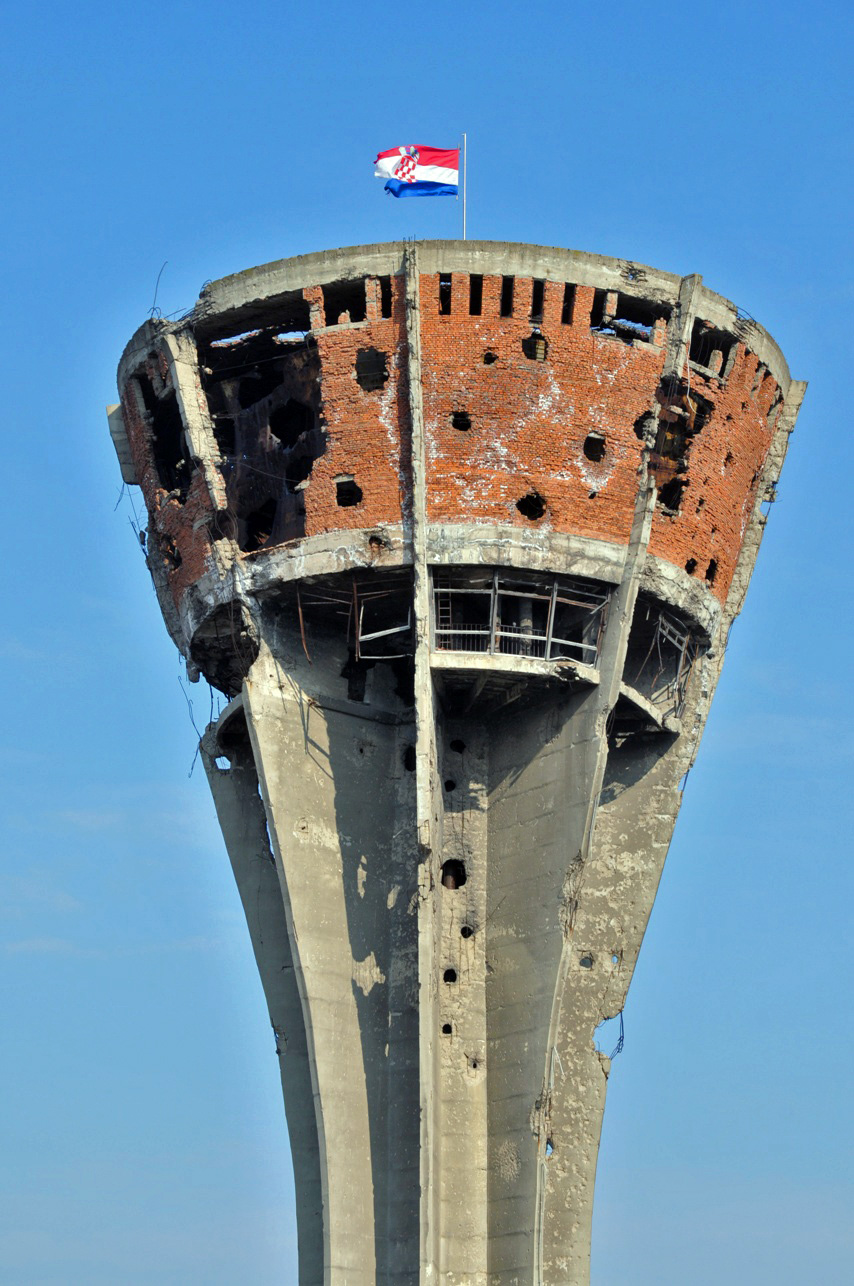
Ruines du château d'eau de Vukovar en Croatie.
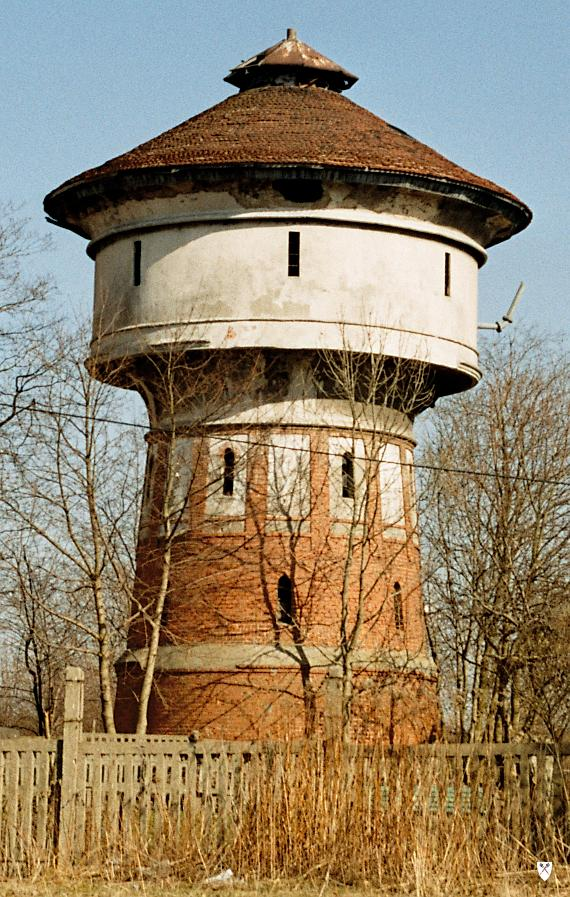
Un château d'eau en Pologne.
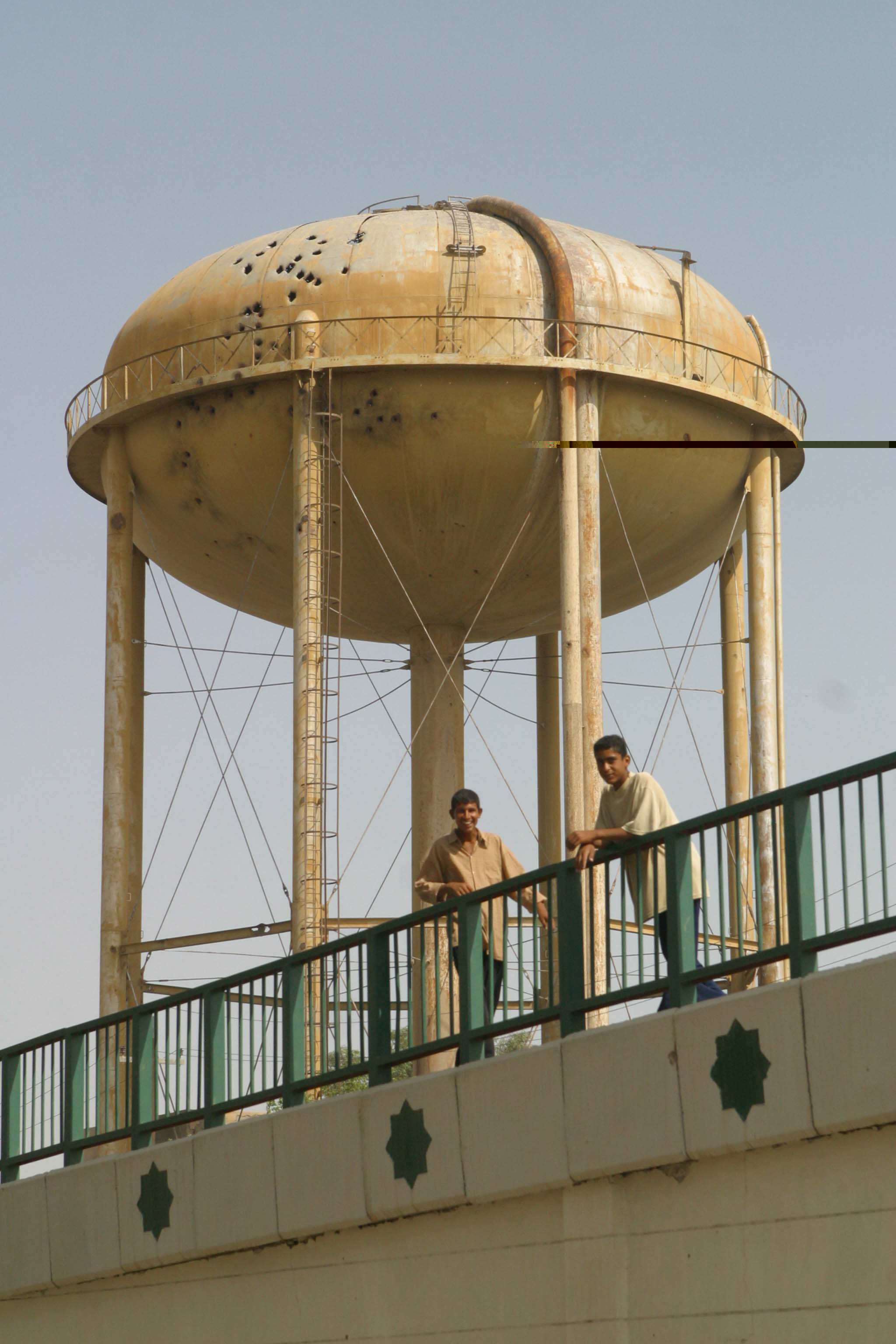
Un château d'eau en Irak.
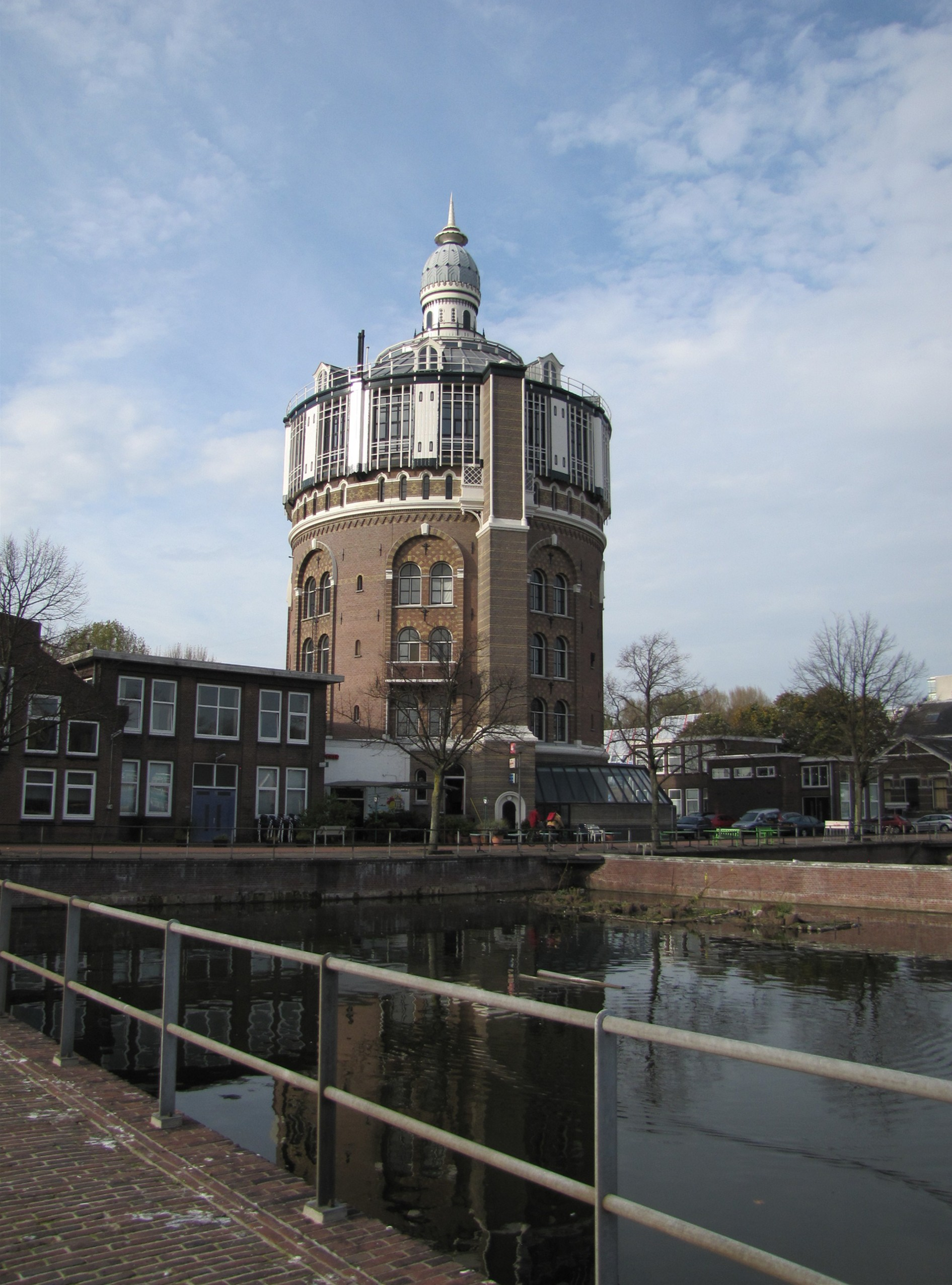
Ancien château d'eau de Rotterdam, Pays-Bas.
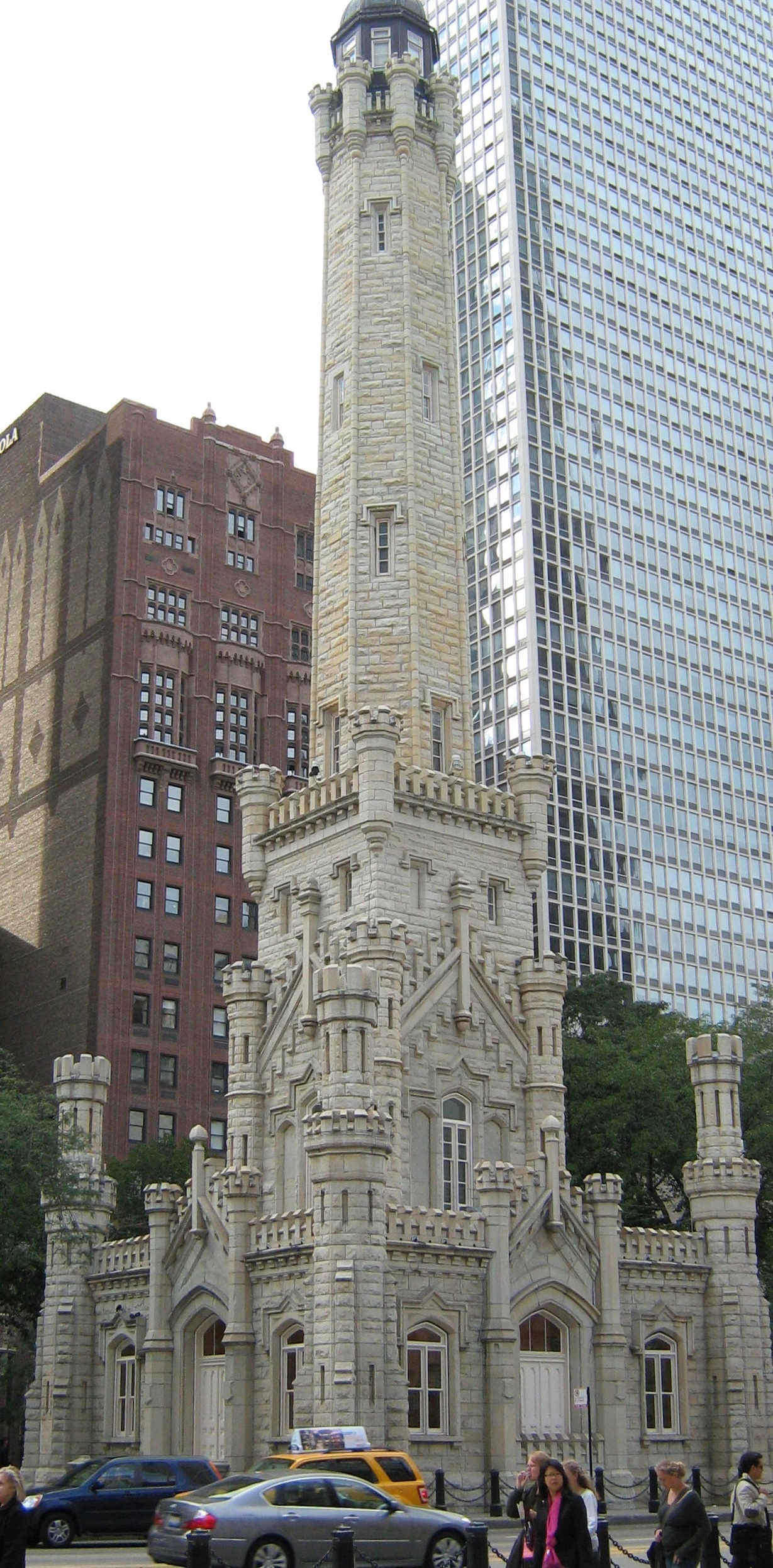
La Water Tower, château d'eau sculpture datant de 1869 à Chicago, États-Unis.
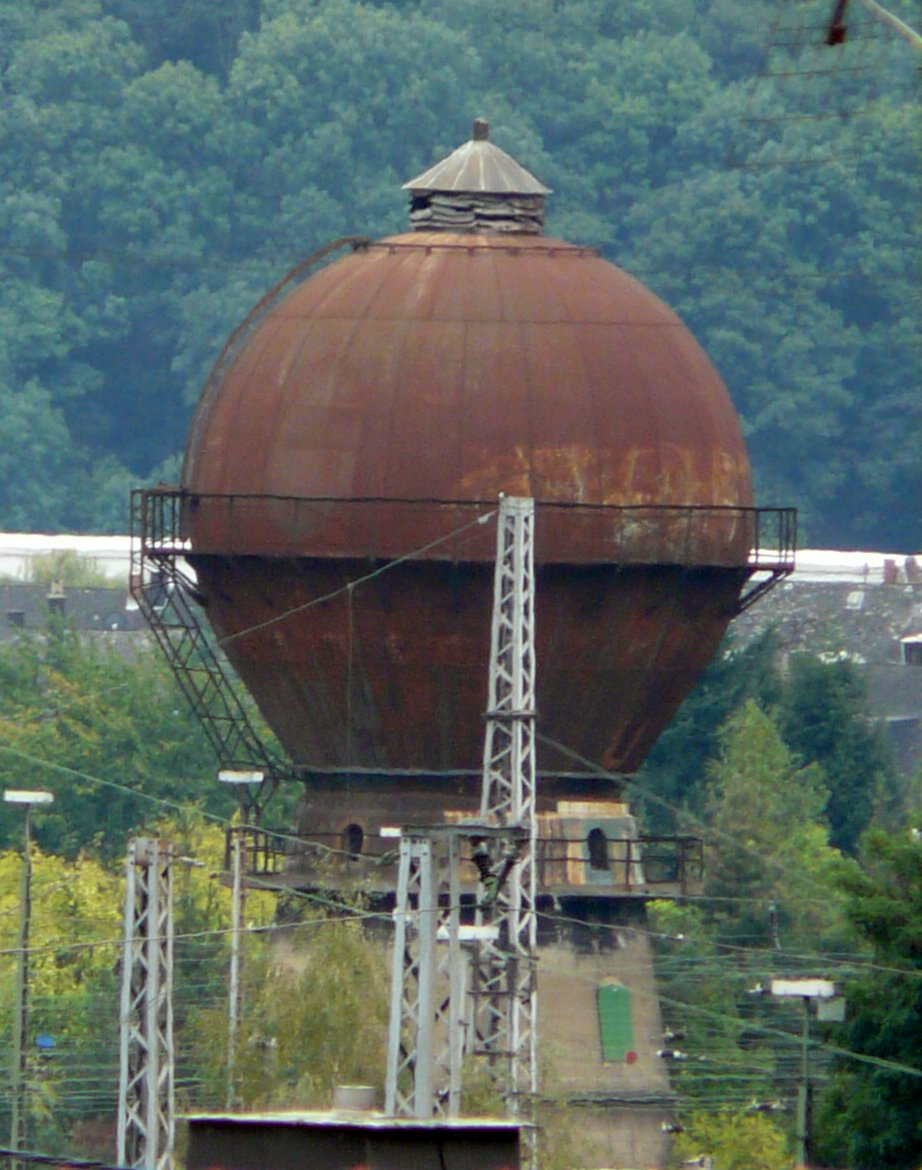
Un château d'eau de chemin de fer à Trèves (Rhénanie-Palatinat), Allemagne.

En France
Le château d’eau de Gaël (Ille-et-Vilaine) avec une fresque du roi et saint Judicaël, réalisé par Frédéric Gracia.
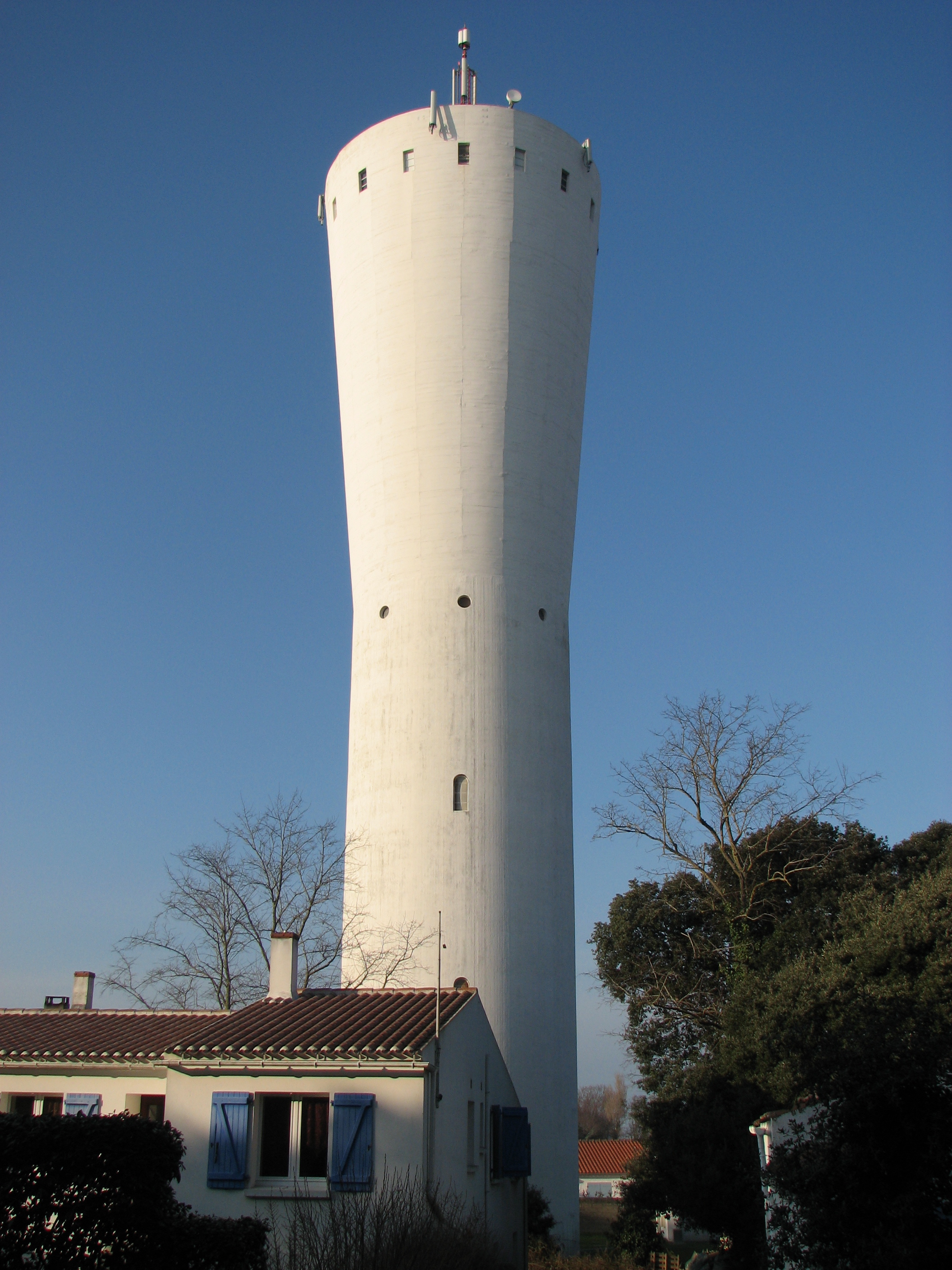
Château d'eau à l'île d'Yeu (Vendée), France.
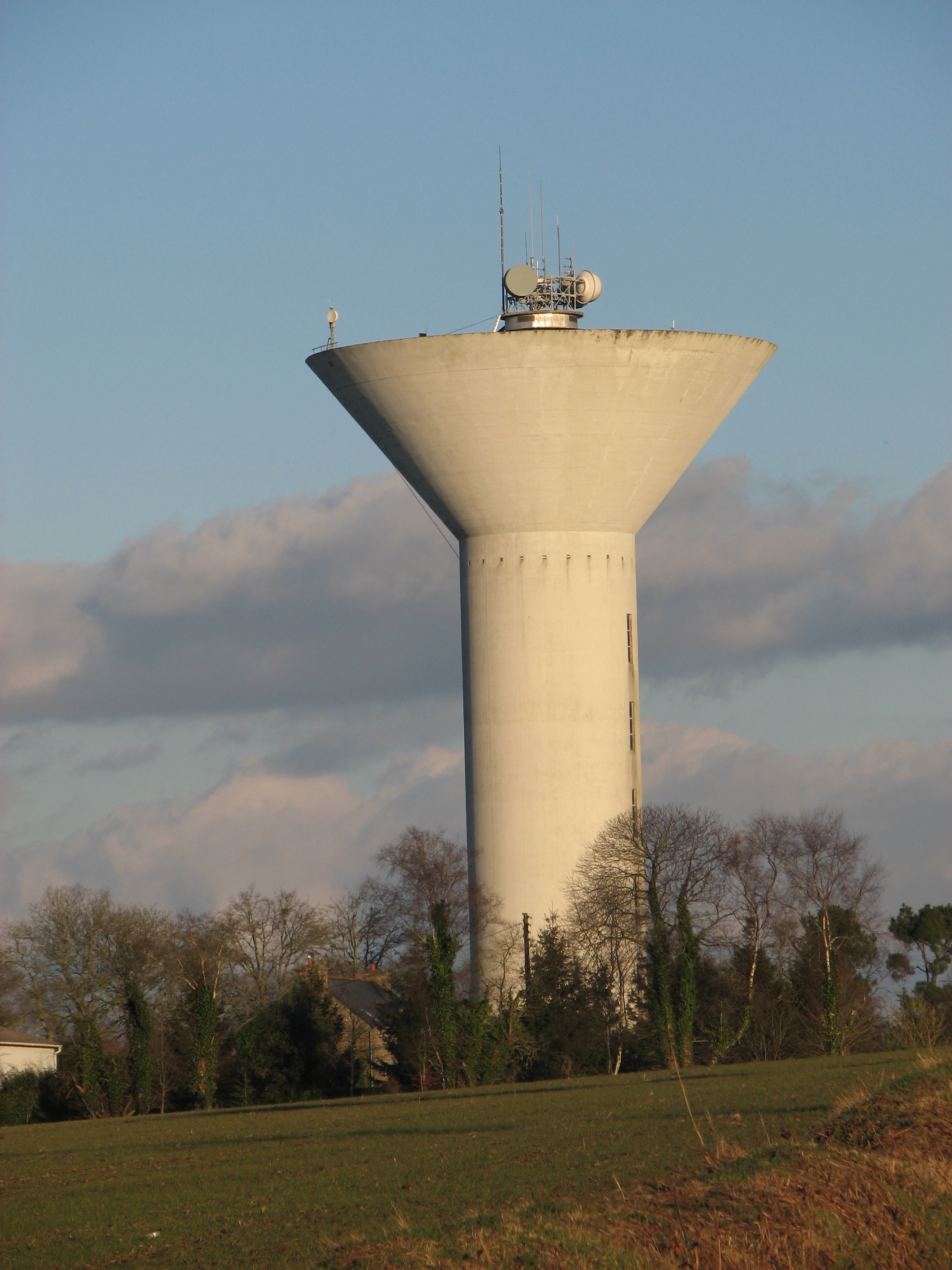
Château d'eau à Sulniac (Morbihan), France.
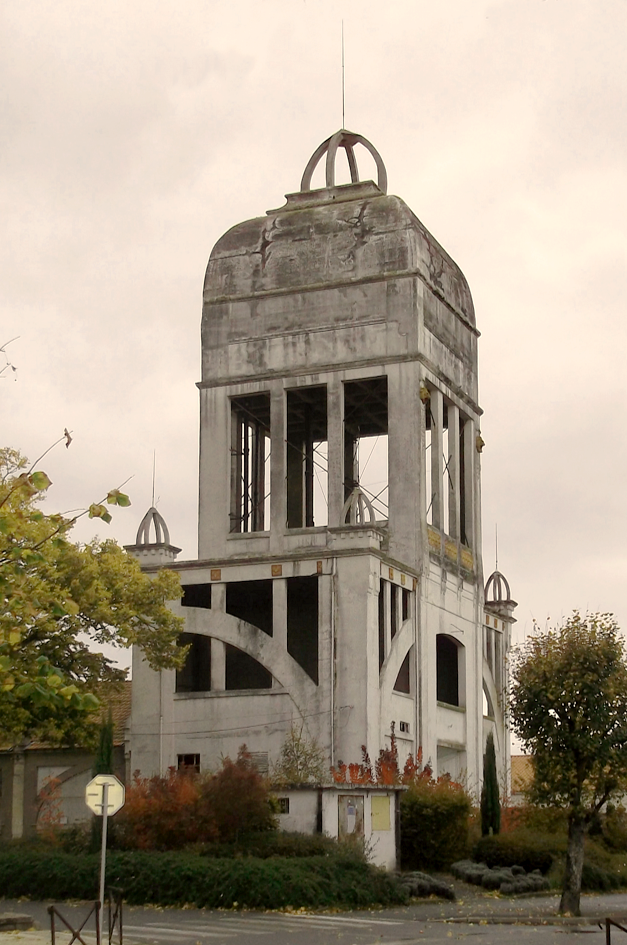
Château d'eau de Luçon (Vendée), France.
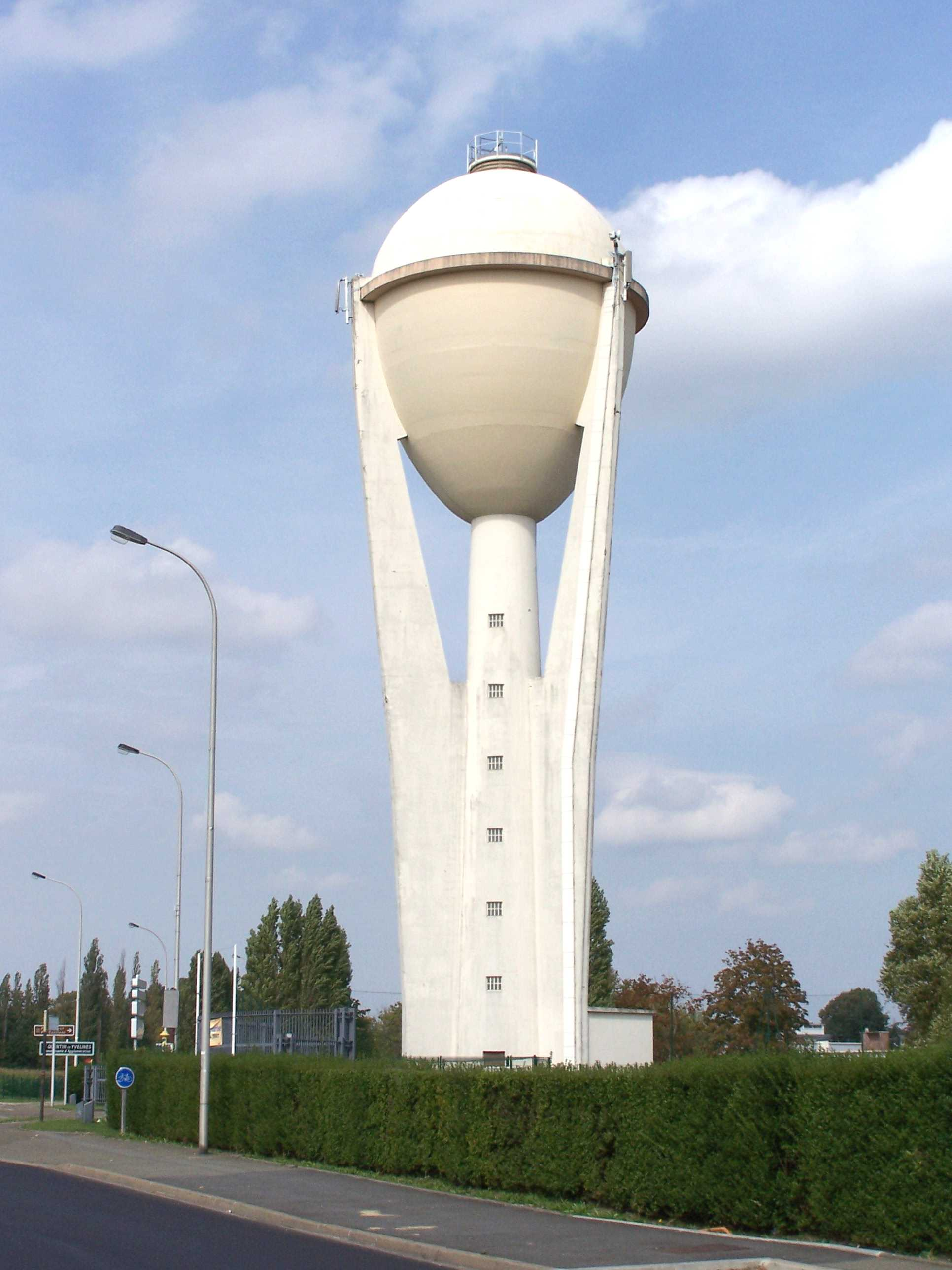
Château d'eau sculpture à La Verrière (Yvelines), France.
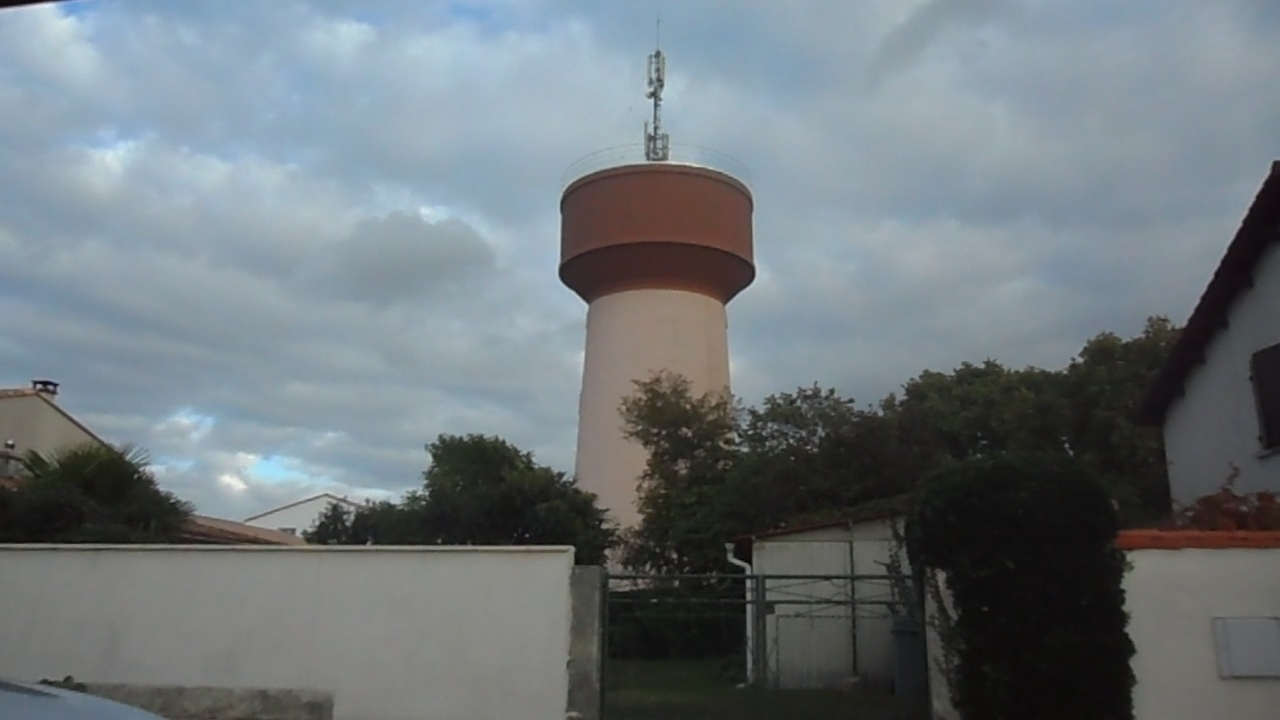
Un château d'eau à Arvert (Charente-Maritime), France.
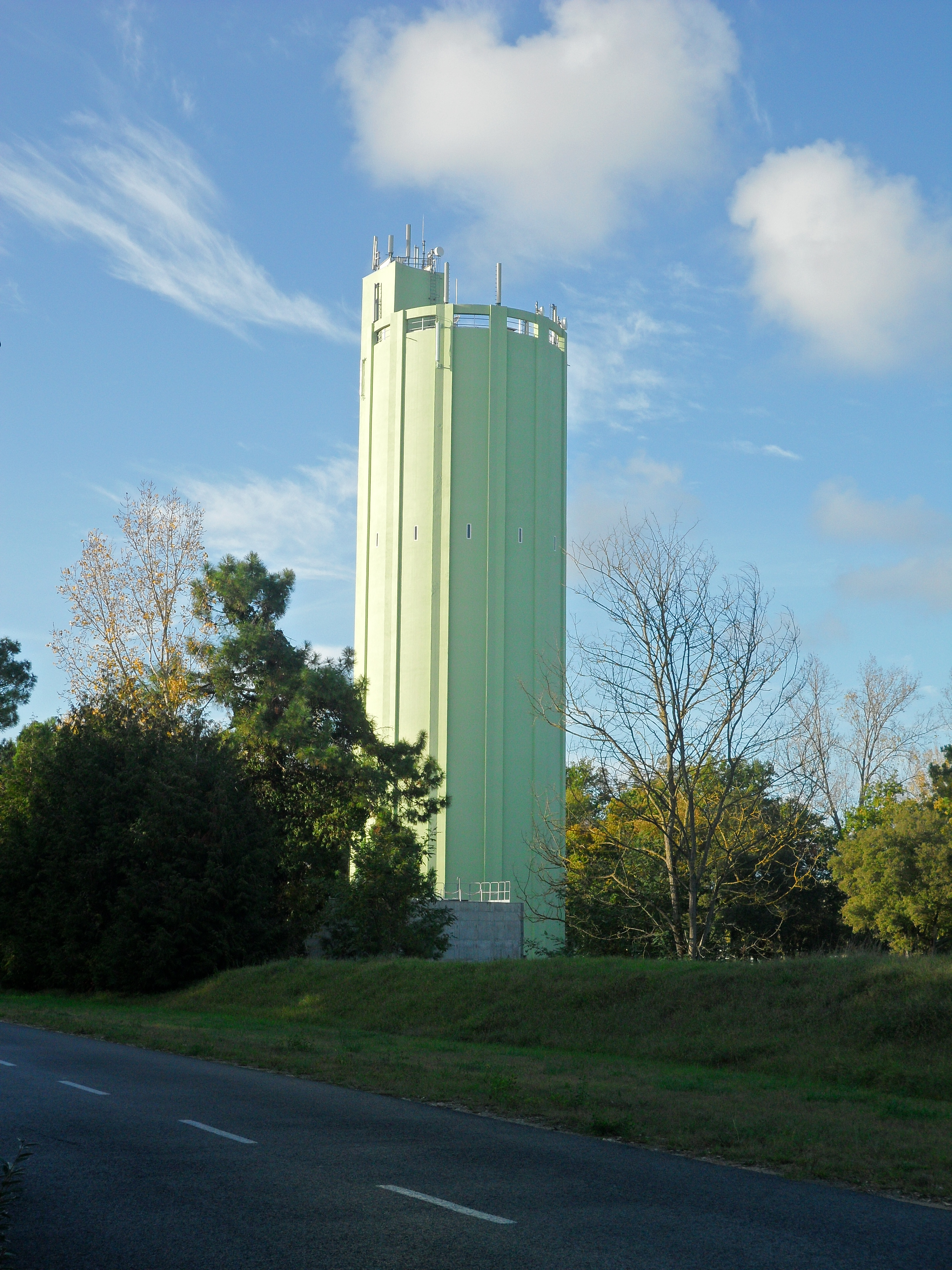
Un château d'eau aux Mathes (Charente-Maritime), France.
Château d'eau de Saint-Pierre conçu par l'architecte Bonnefoy à Royan, France.
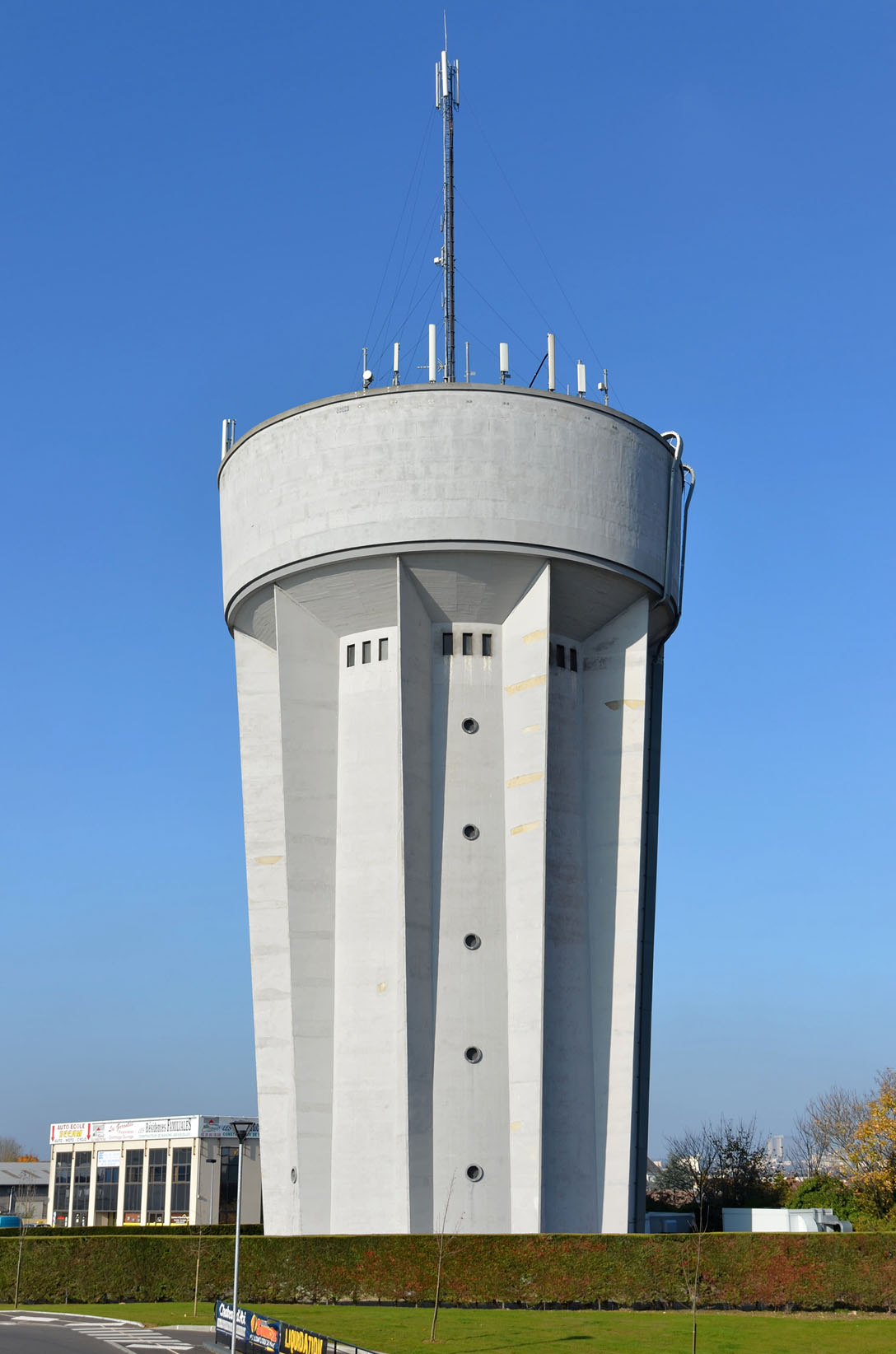
Château d'eau avec des contreforts extérieurs à Mondeville (Calvados), France.
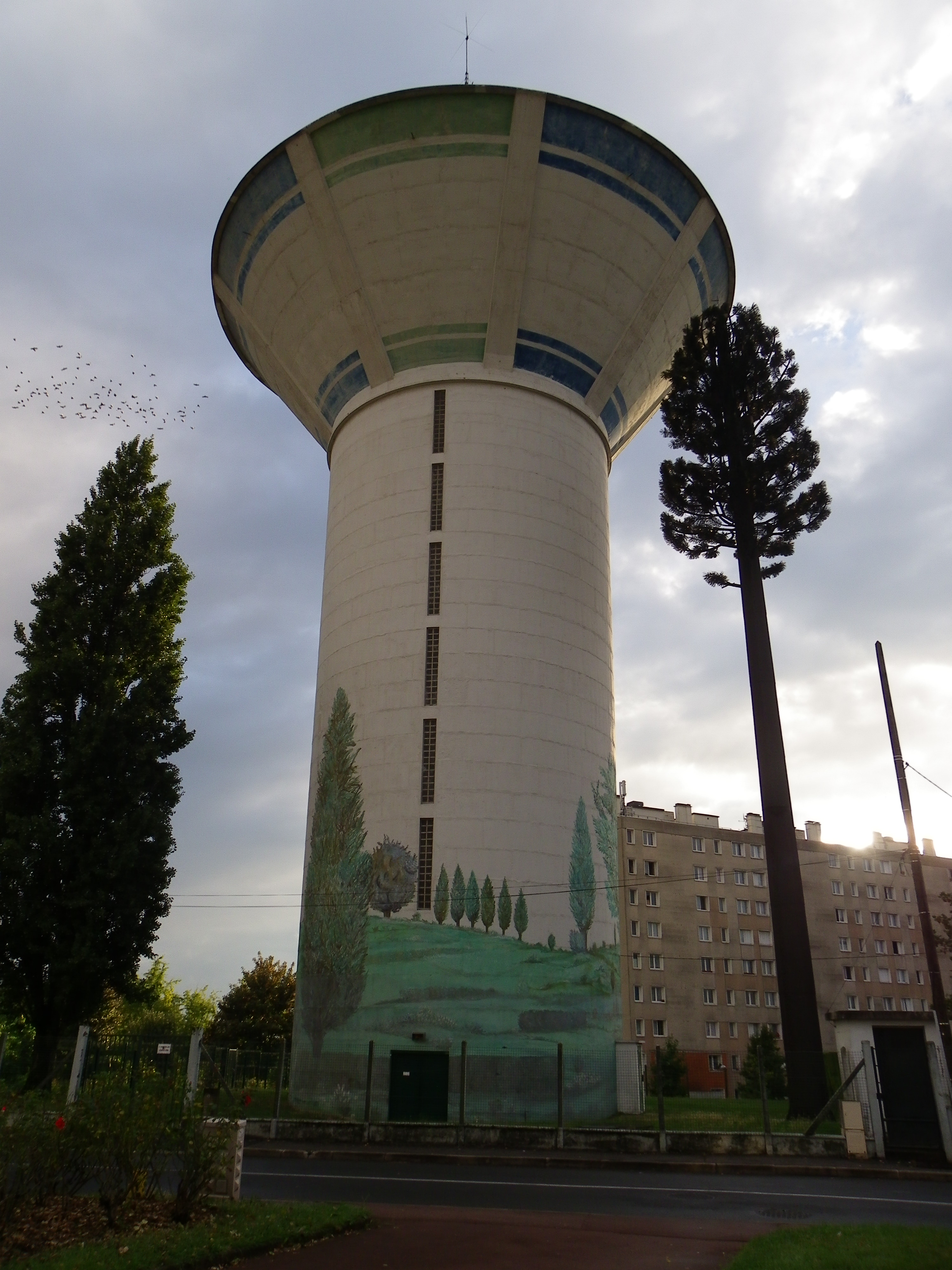
Château d'eau de Créteil (Val-de-Marne), France.
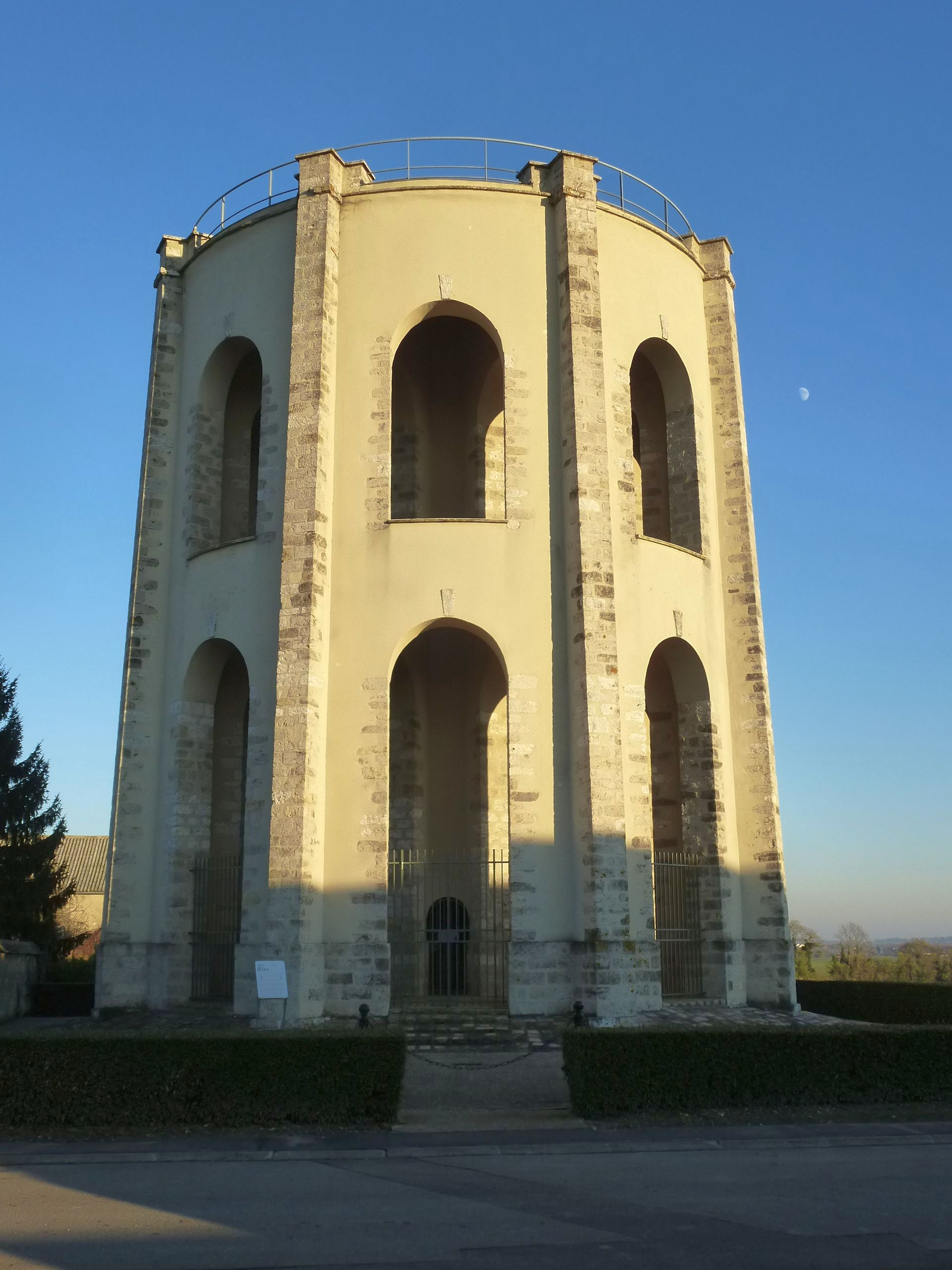
Tour en maçonnerie de l'ancien château d'eau de Forges (Seine-et-Marne), France.
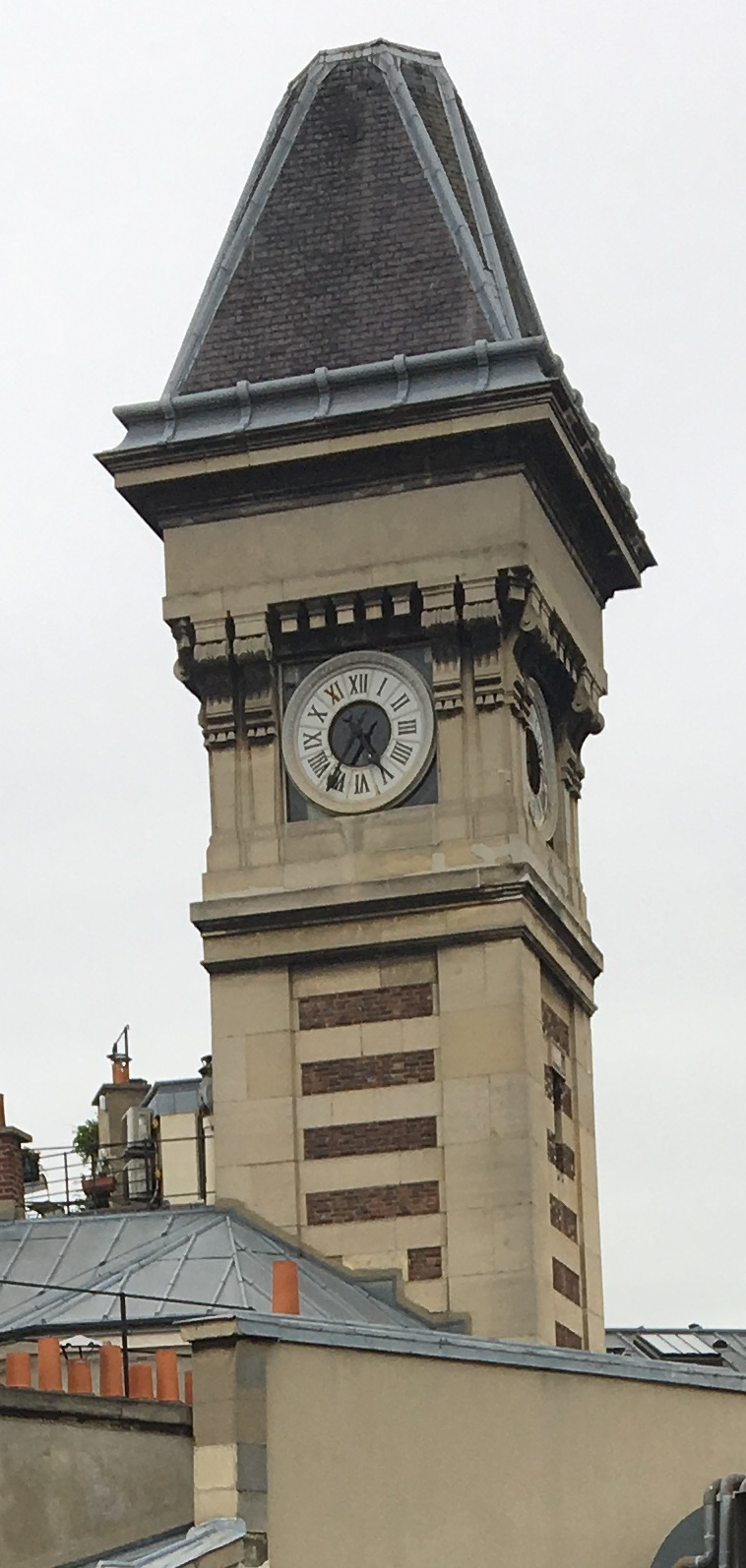
Un château d'eau à Paris 7e datant de 1860.